# Celerena chrysauge
Celerena chrysauge là một loài bướm đêm trong họ Geometridae.